# شيلدون وونغ
شيلدون وونغ (بالإنجليزية: Sheldon Wong)‏ هو لاعب شطرنج جامايكي، ولد في 13 يوليو 1960.

## وصلات خارجية
- شيلدون وونغ على موقع مباريات الشطرنج (الإنجليزية)
- شيلدون وونغ على موقع 365Chess.com (الإنجليزية)
- شيلدون وونغ سجل أولمبياد الشطرنج على موقع OlimpBase.org (الإنجليزية)